# Oleg Gribanow
Oleg Michajłowicz Gribanow (ros. Оле́г Миха́йлович Гриба́нов; ur. 18 lipca 1915 we wsi Pianteg w powiecie czerdyńskim w guberni permskiej, zm. 8 października 1992 w Moskwie) – generał-porucznik KGB, oficer radzieckich służb specjalnych (kontrwywiadu: NKWD, MGB, KGB), m.in. szef II Zarządu Głównego KGB; zajmował się z ramienia KGB sprawą Olega Pieńkowskiego, pułkownika wywiadu wojskowego GRU, współpracującego z amerykańską Centralną Agencją Wywiadowczą i brytyjską Tajną Służbą Wywiadowczą.

## Służba w organach NKWD/NKGB/MGB/MWD
Swoją służbę w organach bezpieczeństwa rozpoczął w czerwcu 1932 w Pełnomocnym Przedstawicielstwie OGPU w obwodzie uralskim, następnie swierdłowskim, od lutego 1938 do kwietnia 1941 pomocnik pełnomocnika operacyjnego Oddziału V Wydziału IV Zarządu Bezpieczeństwa Państwowego (UGB) Ludowym Komisariacie Spraw Wewnętrznych (NKWD) ZSRR, oficer śledczy i starszy oficer śledczy Wydziału Śledczego UGB; w czasie II wojny światowej i późniejszych latach pełnił różne obowiązki w NKWD i Ludowym Komisariacie Bezpieczeństwa Państwowego (ros. NKGB), m.in. od sierpnia 1943 do kwietnia 1947 był zastępcą szefa i szefem Wydziału Śledczego oraz zastępcą szefa Zarządu Ludowego Komisariatu Bezpieczeństwa Państwowego/Ministerstwa Bezpieczeństwa Państwowego (ros. MGB) w obwodzie swierdłowskim. Od marca 1942 porucznik, od lutego 1943 starszy porucznik bezpieczeństwa państwowego, od lutego 1943 major, od 29 maja 1945 podpułkownik, od listopada 1947 pułkownik. Od 30 lipca 1950 do 3 listopada 1951 szef Zarządu MGB obwodu uljanowskiego. Na wyższe stanowisko przeszedł w 1951, kiedy został zastępcą szefa II Zarządu Głównego (kontrwywiadu) MGB; po likwidacji MGB w 1953 i przejęciu obowiązków należących do tej pory do MGB przez Ministerstwo Spraw Wewnętrznych (MWD), Gribanow został zastępcą szefa I Zarządu Głównego (kontrwywiadu) MWD. 

## Służba w KGB, sprawa płk. Pieńkowskiego
W 1954, po wydzieleniu z Ministerstwa Spraw Wewnętrznych ZSRR policji politycznej i organów bezpieczeństwa byłego MGB, został powołany Komitet Bezpieczeństwa Państwowego (KGB); Gribanow został naczelnikiem II Zarządu Głównego KGB, odpowiedzialnym za bezpieczeństwo wewnętrzne i kontrwywiad. Na tym stanowisku zajmował się m.in. sprawą pułkownika Pieńkowskiego, oficera radzieckiego wywiadu wojskowego GRU, który w dzisiejszych czasach uważany jest za najważniejszego szpiega zimnej wojny. 14 stycznia 1956 Gribanow został awansowany na generała-majora, a 23 lutego 1961 na generała-porucznika.
Oleg Gribanow i kierowany przez niego II Zarząd całkiem przypadkowo wpadł na ślad pułkownika Pieńkowskiego. Bogusław Wołoszański w swojej książce Władcy Ognia przedstawił to następująco:

W sierpniu 1961 roku Iwan Sierow, ówczesny szef GRU, otrzymał pismo od szefa kontrwywiadu KGB generała Olga Gribanowa, w którym była informacja że pułkownik Pieńkowski był w ambasadzie brytyjskiej i nie zameldował o tym w II Zarządzie KGB, i nie złożył wymaganego sprawozdania. Szef GRU machnął ręką na list od Gribanowa i wysłał odpowiedź. (..) List który wysłał szefowi kontrwywiadu, wzburzył adresata. Sierow wyraźnie dawał do zrozumienia, że kontrwywiad powinien zajmować się łapaniem szpiegów, a nie zawracać głowę ludziom zajętym ciężką służbą dla komunizmu. (...) Zapewne gdyby nie impertynencka odpowiedź szef kontrwywiadu (Gribanow) nie wracałby do drobnego uchylenia służbowego popełnionego przez pułkownika Pieńkowskiego. (...) Jednak gdy przeczytał list Sierowa, postanowił dokuczyć jego pupilowi i nakazał rozpoczęcie inwigilacji.

## Dalsza służba
Sprawując stanowisko naczelnika II Zarządu Głównego KGB, Gribanow jednocześnie od września 1959 był członkiem kolegium KGB. W 1964 został przesunięty do rezerwy KGB, następnie w 1965 przeszedł na emeryturę.

## Odznaczenia
- Order Czerwonego Sztandaru (dwukrotnie - 25 czerwca 1954 i 18 grudnia 1956)
- Order Czerwonej Gwiazdy (25 lipca 1949)
- Order Znak Honoru (20 września 1943)
- Medal za Odwagę (1940)
- Medal Za Zasługi Bojowe
- Medal 100-lecia urodzin Lenina
- Medal za Zwycięstwo nad Niemcami w Wielkiej Wojnie Ojczyźnianej 1941-1945
- Medal jubileuszowy „40 lat Sił Zbrojnych ZSRR” (1958)
- Odznaka „Zasłużony Pracownik NKWD” (6 lutego 1943)